# Nieuport 24
Le Nieuport 24 est un avion militaire de la Première Guerre mondiale mis en service en juin 1917.

## Conception
Section de fuselage circulaire.

## Pays utilisateurs
France
- Armée de l'air

 RussieProduit sous licence par Dooks (en).
 Royaume-Uni
- Royal Flying Corps

 États-Unis
- United States Army Air Service 121 exemplaires.

 Empire du JaponProduit sous licence par Nakajima.